# Округ Сак (Ајова)
Сак (енгл. Sac County) је округ у америчкој савезној држави Ајова.

## Демографија
По попису из 2010. године број становника је 10.350, што је 1.179 (-10,2%) становника мање 2000. године.
| Група             | 2000.          | 2010.          |
| Белци             | 11.300 (98,0%) | 10.031 (96,9%) |
| Афроамериканци    | 30 (0,3%)      | 31 (0,3%)      |
| Азијати           | 16 (0,1%)      | 16 (0,2%)      |
| Хиспаноамериканци | 111 (1,0%)     | 195 (1,9%)     |
| Укупно            | 11.529         | 10.350         |